# Trophy European Pentathlon 1966

Logo CEB (ausrichtender Verband)

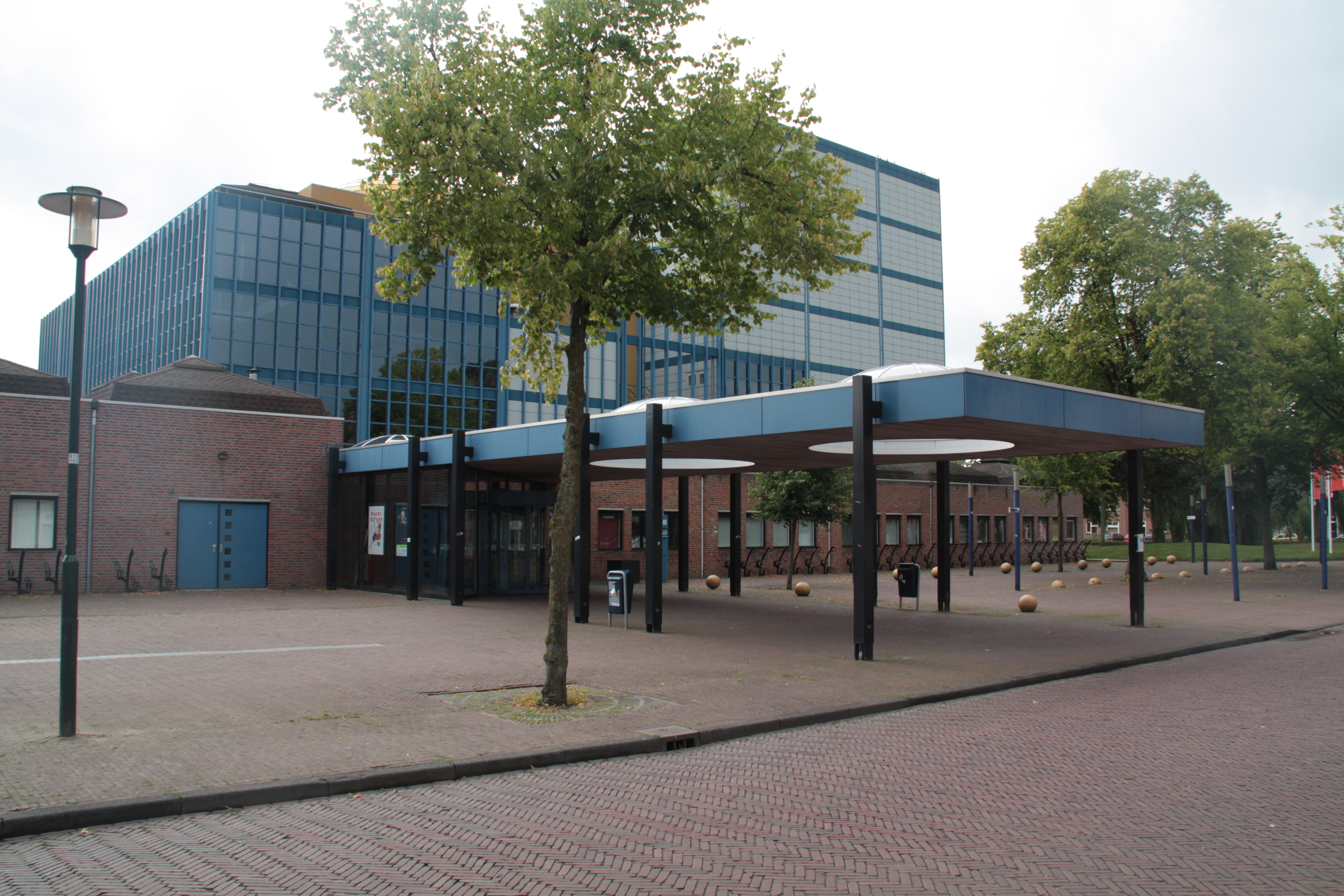
Kulturzentrum De Flint

Die Trophy European Pentathlon 1966 war die erste Fünfkampf-Europameisterschaft für Nationalmannschaften, meist unter dem Namen TEP bekannt. Das Turnier fand vom 7. bis zum 11. Dezember 1966 im niederländischen Amersfoort statt.

## Geschichte
Auf Bestreben des niederländischen Billardverbandes KNBB wurde die Europameisterschaft für Nationalmannschaften im Fünfkampf (TEP) von der CEB nach Amersfoort vergeben. In einem hervorragenden Turniersaal im Kulturzentrum De Flint waren alle beteiligten Spieler, Funktionäre und die sehr vielen Zuschauer von diesem Ambiente begeistert. Sieger nach fünf spannenden Tagen wurde die A-Mannschaft der Niederlande. Nur im letzten und nicht mehr entscheidenden Match gegen Deutschland gaben sie einen Punkt ab. Den zweiten Platz konnte sich die belgische A-Mannschaft vor Deutschland sichern. Im gesamten Turnier wurden sehr viele hochklassige Leistungen geboten. Durch die Begeisterung aller Teilnehmer wurde das Turnier im 2-Jahres-Rhythmus für die nächsten Jahre an Amersfoort fest vergeben. Es gab bei diesem Turnier einen traurigen Freitag. Der niederländische Cadre 71/2 Spieler Tini Wijnen erlitt einen Herzinfarkt. Für ihn rückte  Lambert van Nijnatten ins Turnier nach. Am Schlusstag gab es eine Entwarnung für die Anwesenden. Aus dem Krankenhaus wurde gemeldet, dass es Wijnen den Umständen entsprechend schon wieder gut geht.

## Gemeldete Mannschaften
| Disziplin    | Niederlande A  | Niederlande B    | Belgien A            |
| ------------ | -------------- | ---------------- | -------------------- |
| Freie Partie | Hans Vultink   | Janus Jacobs     | John van den Branden |
| Cadre 47/2   | Henk Scholte   | Philippe Beekman | Jos Vervest          |
| Cadre 71/2   | Tini Wijnen    | Lambert van Leur | Tony Schrauwen       |
| Einband      | Henk de Kleine | Bert Teegelaar   | Ludo Dielis          |
| Dreiband     | Jan Doggen     | Henny de Ruijter | Jos Jansen           |

| Disziplin    | Belgien B           | Frankreich         | Deutschland         |
| ------------ | ------------------- | ------------------ | ------------------- |
| Freie Partie | Marcel van Dijk     | J.P. Lachambre     | Günter Siebert      |
| Cadre 47/2   | Léo Corin           | Jean-Pierre Poupon | Dieter Müller       |
| Cadre 71/2   | B. Fanchamps        | Jean Galmiche      | Siegfried Spielmann |
| Einband      | Ferdinand van Barel | Jean Marty         | Ernst Rudolph       |
| Dreiband     | René Clasens        | Albert Lasserre    | August Tiedtke      |

## Turniermodus
Es wurde mit sechs Mannschaften im Round Robin System gespielt.
Die Wertung für die Endtabelle:
1. MP = Matchpunkte
2. PP = Partiepunkte
3. VMGD = Verhältnismäßiger Mannschafts Generaldurchschnitt

## Abschlusstabelle
| Platz | Land          | Spiele | G-U-V | MP  | PP    | VMGD   |
| ----- | ------------- | ------ | ----- | --- | ----- | ------ |
| 1     | Niederlande A | 5      | 5-1-0 | 9:1 | 34:16 | 100,16 |
| 2     | Belgien A     | 5      | 4-0-1 | 8:2 | 29:21 | ?      |
| 3     | Deutschland   | 5      | 2-1-2 | 5:5 | 21:29 | ?      |
| 4     | Belgien B     | 5      | 2-0-3 | 4:6 | 28:22 | ?      |
| 5     | Frankreich    | 5      | 1-0-4 | 2:8 | 22:26 | ?      |
| 6     | Niederlande B | 5      | 1-0-4 | 2:8 | 18:32 | ?      |

## Spiele
| Disziplin             | Name                  | MP  | Pkt. | Aufn. | GD     | BED    | HS  |
| --------------------- | --------------------- | --- | ---- | ----- | ------ | ------ | --- |
| Belgien A - Belgien B | Belgien A - Belgien B | 6:4 |      |       |        |        |     |
| Freie Partie          | John van den Branden  | 2:0 | 500  | 3     | 166,66 | 166,66 | 484 |
| Freie Partie          | Marcel van Dijk       | 0:2 | 393  | 3     | 131,00 | -      | 376 |
| Cadre 47/2            | Jos Vervest           | 0:2 | 150  | 4     | 37,50  | -      | 138 |
| Cadre 47/2            | Léo Corin             | 2:0 | 400  | 4     | 100,00 | 100,00 | 220 |
| Cadre 71/2            | Tony Schrauwen        | 2:0 | 300  | 17    | 17,64  | 17,64  | 63  |
| Cadre 71/2            | B. Fanchamps          | 0:2 | 260  | 17    | 15,29  | -      | 62  |
| Einband               | Ludo Dielis           | 2:0 | 200  | 18    | 11,11  | 11,11  | 41  |
| Einband               | Ferdinand van Barel   | 0:2 | 65   | 18    | 3,61   | -      | 11  |
| Dreiband              | Jos Jansen            | 0:2 | 59   | 77    | 0,766  | -      | 7   |
| Dreiband              | René Clasens          | 2:0 | 60   | 77    | 0,779  | 0,779  | 5   |

| Disziplin                     | Name                          | MP  | Pkt. | Aufn. | GD    | BED   | HS  |
| ----------------------------- | ----------------------------- | --- | ---- | ----- | ----- | ----- | --- |
| Niederlande A - Niederlande B | Niederlande A - Niederlande B | 6:4 |      |       |       |       |     |
| Freie Partie                  | Hans Vultink                  | 2:0 | 500  | 7     | 71,24 | 71,24 | 386 |
| Freie Partie                  | Janus Jacobs                  | 0:2 | 337  | 7     | 48,14 | -     | 323 |
| Cadre 47/2                    | Henk Scholte                  | 0:2 | 168  | 12    | 14,00 | -     | 49  |
| Cadre 47/2                    | Philippe Beekman              | 2:0 | 400  | 12    | 33,33 | 33,33 | 94  |
| Cadre 71/2                    | Tini Wijnen                   | 0:2 | 193  | 13    | 14,84 | -     | 42  |
| Cadre 71/2                    | Lambert van Leur              | 2:0 | 300  | 13    | 23,07 | 23,07 | 90  |
| Einband                       | Henk de Kleine                | 2:0 | 200  | 24    | 8,33  | 8,33  | 34  |
| Einband                       | Bert Teegelaar                | 0:2 | 64   | 24    | 2,66  | -     | 15  |
| Dreiband                      | Jan Doggen                    | 2:0 | 60   | 41    | 1,463 | 1,463 | 10  |
| Dreiband                      | Henny de Ruijter              | 0:2 | 35   | 41    | 0,853 | -     | 8   |

| Disziplin                | Name                     | MP  | Pkt. | Aufn. | GD     | BED    | HS  |
| ------------------------ | ------------------------ | --- | ---- | ----- | ------ | ------ | --- |
| Deutschland - Frankreich | Deutschland - Frankreich | 6:4 |      |       |        |        |     |
| Freie Partie             | Günter Siebert           | 2:0 | 500  | 5     | 100,00 | 100,00 | 402 |
| Freie Partie             | J.P. Lachambre           | 0:2 | 20   | 5     | 4,00   | -      | 16  |
| Cadre 47/2               | Dieter Müller            | 2:0 | 400  | 7     | 57,14  | 57,14  | 228 |
| Cadre 47/2               | Jean-Pierre Poupon       | 0:2 | 87   | 7     | 12,42  | -      | 37  |
| Cadre 71/2               | Siegfried Spielmann      | 2:0 | 300  | 10    | 30,00  | 30,00  | 80  |
| Cadre 71/2               | Jean Galmiche            | 0:2 | 237  | 10    | 23,70  | -      | 87  |
| Einband                  | Ernst Rudolph            | 0:2 | 60   | 13    | 4,61   | -      | 22  |
| Einband                  | Jean Marty               | 2:0 | 200  | 13    | 15,38  | 15,38  | 43  |
| Dreiband                 | August Tiedtke           | 0:2 | 53   | 75    | 0,706  | -      | 5   |
| Dreiband                 | Albert Lasserre          | 2:0 | 60   | 75    | 0,800  | 0,800  | 4   |

| Disziplin              | Name                   | MP  | Pkt. | Aufn. | GD    | BED   | HS  |
| ---------------------- | ---------------------- | --- | ---- | ----- | ----- | ----- | --- |
| Belgien A - Frankreich | Belgien A - Frankreich | 6:4 |      |       |       |       |     |
| Freie Partie           | John van den Branden   | 2:0 | 500  | 8     | 62,50 | 62,50 | 228 |
| Freie Partie           | J.P. Lachambre         | 0:2 | 104  | 8     | 13,00 | -     | 53  |
| Cadre 47/2             | Jos Vervest            | 2:0 | 400  | 6     | 66,66 | 66,66 | 170 |
| Cadre 47/2             | Jean-Pierre Poupon     | 0:2 | 45   | 6     | 7,50  | -     | 40  |
| Cadre 71/2             | Tony Schrauwen         | 2:0 | 300  | 10    | 30,00 | 30,00 | 202 |
| Cadre 71/2             | Jean Galmiche          | 0:2 | 154  | 10    | 15,40 | -     | 88  |
| Einband                | Ludo Dielis            | 0:2 | 117  | 19    | 6,15  | -     | 40  |
| Einband                | Jean Marty             | 2:0 | 200  | 19    | 10,52 | 10,52 | 80  |
| Dreiband               | Jos Jansen             | 0:2 | 47   | 70    | 0,671 | -     | 5   |
| Dreiband               | Albert Lasserre        | 2:0 | 60   | 70    | 0,857 | 0,857 | 6   |

| Disziplin                 | Name                      | MP  | Pkt. | Aufn. | GD     | BED   | HS  |
| ------------------------- | ------------------------- | --- | ---- | ----- | ------ | ----- | --- |
| Niederlande A - Belgien B | Niederlande A - Belgien B | 6:4 |      |       |        |       |     |
| Freie Partie              | Hans Vultink              | 2:0 | 500  | 3     | 166,66 | 166,6 | 409 |
| Freie Partie              | Marcel van Dijk           | 0:2 | 303  | 3     | 101,00 | -     | 301 |
| Cadre 47/2                | Henk Scholte              | 0:2 | 375  | 11    | 34,09  | -     | 189 |
| Cadre 47/2                | Léo Corin                 | 2:0 | 400  | 11    | 36,36  | 36,36 | 287 |
| Cadre 71/2                | Tini Wijnen               | 2:0 | 300  | 9     | 33,33  | 33,33 | 143 |
| Cadre 71/2                | B. Fanchamps              | 0:2 | 48   | 9     | 5,33   | -     | 21  |
| Einband                   | Henk de Kleine            | 0:2 | 191  | 41    | 4,65   | -     | 31  |
| Einband                   | Ferdinand van Barel       | 2:0 | 200  | 41    | 4,87   | 4,87  | 22  |
| Dreiband                  | Jan Doggen                | 2:0 | 60   | 74    | 0,810  | 0,810 | 6   |
| Dreiband                  | René Clasens              | 0:2 | 45   | 74    | 0,608  | -     | 4   |

| Disziplin                 | Name                      | MP  | Pkt. | Aufn. | GD     | BED    | HS  |
| ------------------------- | ------------------------- | --- | ---- | ----- | ------ | ------ | --- |
| Belgien A - Niederlande B | Belgien A - Niederlande B | 6:4 |      |       |        |        |     |
| Freie Partie              | John van den Branden      | 0:2 | 147  | 5     | 29,40  | -      | 82  |
| Freie Partie              | Janus Jacobs              | 2:0 | 500  | 5     | 100,00 | 100,00 | 435 |
| Cadre 47/2                | Jos Vervest               | 2:0 | 400  | 4     | 100,00 | 100,00 | 207 |
| Cadre 47/2                | Philippe Beekman          | 0:2 | 121  | 4     | 30,25  | -      | 119 |
| Cadre 71/2                | Tony Schrauwen            | 2:0 | 300  | 11    | 27,27  | 27,27  | 93  |
| Cadre 71/2                | Lambert van Leur          | 0:2 | 101  | 11    | 9,18   | -      | 39  |
| Einband                   | Ludo Dielis               | 2:0 | 200  | 24    | 8,33   | 8,33   | 73  |
| Einband                   | Bert Teegelaar            | 0:2 | 122  | 24    | 5,08   | -      | 17  |
| Dreiband                  | Jos Jansen                | 0:2 | 57   | 62    | 0,919  | -      | 7   |
| Dreiband                  | Henny de Ruijter          | 2:0 | 60   | 62    | 0,967  | 0,967  | 6   |

| Disziplin              | Name                   | MP  | Pkt. | Aufn. | GD     | BED    | HS  |
| ---------------------- | ---------------------- | --- | ---- | ----- | ------ | ------ | --- |
| Frankreich - Belgien B | Frankreich - Belgien B | 6:4 |      |       |        |        |     |
| Freie Partie           | J.P. Lachambre         | 0:2 | 158  | 2     | 79,00  | -      | 140 |
| Freie Partie           | Marcel van Dijk        | 2:0 | 500  | 2     | 250,00 | 250,00 | 255 |
| Cadre 47/2             | Jean-Pierre Poupon     | 0:2 | 303  | 16    | 18,93  | -      | 69  |
| Cadre 47/2             | Léo Corin              | 2:0 | 400  | 16    | 25,00  | 25,00  | 103 |
| Cadre 71/2             | Jean Galmiche          | 2:0 | 300  | 18    | 16,66  | 16,66  | 99  |
| Cadre 71/2             | B. Fanchamps           | 0:2 | 238  | 18    | 13,22  | -      | 80  |
| Einband                | Jean Marty             | 2:0 | 200  | 25    | 8,00   | 8,00   | 36  |
| Einband                | Ferdinand van Barel    | 0:2 | 156  | 25    | 6,24   | -      | 29  |
| Dreiband               | Albert Lasserre        | 2:0 | 60   | 51    | 1,176  | 1,176  | 5   |
| Dreiband               | René Clasens           | 0:2 | 31   | 51    | 0,607  | -      | 4   |

| Disziplin                   | Name                        | MP  | Pkt. | Aufn. | GD     | BED    | HS  |
| --------------------------- | --------------------------- | --- | ---- | ----- | ------ | ------ | --- |
| Deutschland - Niederlande B | Deutschland - Niederlande B | 8:2 |      |       |        |        |     |
| Freie Partie                | Günter Siebert              | 2:0 | 500  | 5     | 100,00 | 100,00 | 258 |
| Freie Partie                | Janus Jacobs                | 0:2 | 25   | 5     | 5,00   | -      | 12  |
| Cadre 47/2                  | Dieter Müller               | 2:0 | 400  | 15    | 26,26  | 26,26  | 115 |
| Cadre 47/2                  | Philippe Beekman            | 0:2 | 180  | 15    | 12,00  | -      | 56  |
| Cadre 71/2                  | Siegfried Spielmann         | 2:0 | 300  | 14    | 21,42  | 21,42  | 68  |
| Cadre 71/2                  | Lambert van Leur            | 0:2 | 180  | 14    | 13,57  | -      | 52  |
| Einband                     | Ernst Rudolph               | 0:2 | 105  | 31    | 3,38   | -      | 28  |
| Einband                     | Bert Teegelaar              | 2:0 | 200  | 31    | 6,45   | 6,45   | 27  |
| Dreiband                    | August Tiedtke              | 2:0 | 60   | 62    | 0,967  | 0,967  | 5   |
| Dreiband                    | Henny de Ruijter            | 0:2 | 52   | 62    | 0,838  | -      | 7   |

| Disziplin               | Name                    | MP  | Pkt. | Aufn. | GD    | BED   | HS  |
| ----------------------- | ----------------------- | --- | ---- | ----- | ----- | ----- | --- |
| Belgien B - Deutschland | Belgien B - Deutschland | 8:2 |      |       |       |       |     |
| Freie Partie            | Marcel van Dijk         | 0:2 | 40   | 9     | 4,44  | -     | 30  |
| Freie Partie            | Günter Siebert          | 2:0 | 500  | 9     | 55,55 | 55,55 | 200 |
| Cadre 47/2              | Léo Corin               | 2:0 | 400  | 5     | 80,00 | 80,00 | 168 |
| Cadre 47/2              | Dieter Müller           | 0:2 | 64   | 5     | 12,80 | -     | 59  |
| Cadre 71/2              | B. Fanchamps            | 2:0 | 300  | 17    | 17,65 | 17,65 | 66  |
| Cadre 71/2              | Siegfried Spielmann     | 0:2 | 289  | 17    | 17,00 | -     | 86  |
| Einband                 | Ferdinand van Barel     | 2:0 | 200  | 57    | 3,50  | 3,50  | 21  |
| Einband                 | Ernst Rudolph           | 0:2 | 171  | 57    | 3,00  | -     | 15  |
| Dreiband                | René Clasens            | 2:0 | 60   | 68    | 0,882 | 0,882 | 4   |
| Dreiband                | August Tiedtke          | 0:2 | 55   | 68    | 0,808 | -     | 6   |

| Disziplin                  | Name                       | MP  | Pkt. | Aufn. | GD    | BED   | HS  |
| -------------------------- | -------------------------- | --- | ---- | ----- | ----- | ----- | --- |
| Niederlande B - Frankreich | Niederlande B - Frankreich | 6:4 |      |       |       |       |     |
| Freie Partie               | Janus Jacobs               | 0:2 | 380  | 9     | 42,22 | -     | 207 |
| Freie Partie               | J.P. Lachambre             | 2:0 | 500  | 9     | 55,55 | 55,55 | 363 |
| Cadre 47/2                 | Philippe Beekman           | 2:0 | 400  | 8     | 50,00 | 50,00 | 132 |
| Cadre 47/2                 | Jean-Pierre Poupon         | 0:2 | 120  | 8     | 15,00 | -     | 35  |
| Cadre 71/2                 | Lambert van Leur           | 2:0 | 300  | 14    | 21,42 | 21,42 | 91  |
| Cadre 71/2                 | Jean Galmiche              | 0:2 | 195  | 14    | 13,92 | -     | 43  |
| Einband                    | Bert Teegelaar             | 0:2 | 78   | 22    | 3,54  | -     | 15  |
| Einband                    | Jean Marty                 | 2:0 | 200  | 22    | 9,00  | 9,00  | 37  |
| Dreiband                   | Henny de Ruijter           | 2:0 | 60   | 62    | 0,967 | 0,967 | 8   |
| Dreiband                   | Albert Lasserre            | 0:2 | 59   | 62    | 0,951 | -     | 7   |

| Disziplin                 | Name                      | MP  | Pkt. | Aufn. | GD     | BED    | HS  |
| ------------------------- | ------------------------- | --- | ---- | ----- | ------ | ------ | --- |
| Belgien B - Niederlande B | Belgien B - Niederlande B | 8:2 |      |       |        |        |     |
| Freie Partie              | Marcel van Dijk           | 2:0 | 500  | 2     | 250,00 | 250,00 | 500 |
| Freie Partie              | Janus Jacobs              | 0:2 | 9    | 2     | 4,50   | -      | 9   |
| Cadre 47/2                | Léo Corin                 | 2:0 | 400  | 6     | 66,66  | 66,66  | 131 |
| Cadre 47/2                | Philippe Beekman          | 0:2 | 206  | 6     | 34,33  | -      | 91  |
| Cadre 71/2                | B. Fanchamps              | 2:0 | 300  | 12    | 25,00  | 25,00  | 73  |
| Cadre 71/2                | Lambert van Leur          | 0:2 | 232  | 12    | 19,33  | -      | 69  |
| Einband                   | Ferdinand van Barel       | 0:2 | 170  | 33    | 5,15   | -      | 33  |
| Einband                   | Bert Teegelaar            | 2:0 | 200  | 33    | 6,06   | 6,06   | 21  |
| Dreiband                  | René Clasens              | 2:0 | 60   | 53    | 1,132  | 1,132  | 5   |
| Dreiband                  | Henny de Ruijter          | 0:2 | 48   | 53    | 0,905  | -      | 4   |

| Disziplin               | Name                    | MP   | Pkt. | Aufn. | GD     | BED    | HS  |
| ----------------------- | ----------------------- | ---- | ---- | ----- | ------ | ------ | --- |
| Belgien A - Deutschland | Belgien A - Deutschland | 10:0 |      |       |        |        |     |
| Freie Partie            | John van den Branden    | 2:0  | 500  | 2     | 250,00 | 250,00 | 494 |
| Freie Partie            | Günter Siebert          | 0:2  | 33   | 2     | 16,50  | -      | 31  |
| Cadre 47/2              | Jos Vervest             | 2:0  | 400  | 9     | 44,44  | 44,44  | 171 |
| Cadre 47/2              | Dieter Müller           | 0:2  | 65   | 9     | 7,22   | -      | 27  |
| Cadre 71/2              | Tony Schrauwen          | 2:0  | 300  | 3     | 100,00 | 100,00 | 235 |
| Cadre 71/2              | Siegfried Spielmann     | 0:2  | 53   | 3     | 17,66  | -      | 44  |
| Einband                 | Ludo Dielis             | 2:0  | 200  | 27    | 7,40   | 7,40   | 35  |
| Einband                 | Ernst Rudolph           | 0:2  | 82   | 27    | 3,03   | -      | 10  |
| Dreiband                | Jos Jansen              | 2:0  | 60   | 57    | 1,052  | 1,052  | 6   |
| Dreiband                | August Tiedtke          | 0:2  | 58   | 57    | 1,035  | -      | 6   |

| Disziplin                 | Name                      | MP  | Pkt. | Aufn. | GD     | BED    | HS  |
| ------------------------- | ------------------------- | --- | ---- | ----- | ------ | ------ | --- |
| Niederlande A - Belgien A | Niederlande A - Belgien A | 9:1 |      |       |        |        |     |
| Freie Partie              | Hans Vultink              | 1:1 | 500  | 2     | 250,00 | 250,00 | 482 |
| Freie Partie              | John van den Branden      | 1:1 | 500  | 2     | 250,00 | 250,00 | 494 |
| Cadre 47/2                | Henk Scholte              | 2:0 | 400  | 2     | 200,00 | 200,00 | 400 |
| Cadre 47/2                | Jos Vervest               | 0:2 | 94   | 2     | 47,00  | -      | 92  |
| Cadre 71/2                | Lambert van Nijnatten     | 2:0 | 300  | 5     | 60,00  | 60,00  | 250 |
| Cadre 71/2                | Tony Schrauwen            | 0:2 | 183  | 5     | 36,60  | -      | 92  |
| Einband                   | Henk de Kleine            | 2:0 | 200  | 18    | 11,11  | 11,11  | 52  |
| Einband                   | Ludo Dielis               | 0:2 | 100  | 18    | 5,55   | -      | 22  |
| Dreiband                  | Jan Doggen                | 2:0 | 60   | 67    | 0,895  | 0,895  | 7   |
| Dreiband                  | J. Jansen                 | 0:2 | 54   | 67    | 0,805  | -      | 4   |

| Disziplin                  | Name                       | MP  | Pkt. | Aufn. | GD     | BED    | HS  |
| -------------------------- | -------------------------- | --- | ---- | ----- | ------ | ------ | --- |
| Niederlande A - Frankreich | Niederlande A - Frankreich | 8:2 |      |       |        |        |     |
| Freie Partie               | Hans Vultink               | 2:0 | 500  | 3     | 166,66 | 166,66 | 497 |
| Freie Partie               | J.P. Lachambre             | 0:2 | 61   | 3     | 20,33  | -      | 59  |
| Cadre 47/2                 | Henk Scholte               | 2:0 | 400  | 4     | 100,00 | 100,00 | 267 |
| Cadre 47/2                 | Jean-Pierre Poupon         | 0:2 | 55   | 4     | 13,75  | -      | 39  |
| Cadre 71/2                 | Lambert van Nijnatten      | 2:0 | 300  | 22    | 13,63  | 13,63  | 60  |
| Cadre 71/2                 | Jean Galmiche              | 0:2 | 225  | 22    | 10,22  | -      | 56  |
| Einband                    | Henk de Kleine             | 2:0 | 200  | 23    | 8,69   | 8,69   | 42  |
| Einband                    | Jean Marty                 | 0:2 | 135  | 23    | 5,86   | -      | 33  |
| Dreiband                   | Jan Doggen                 | 0:2 | 43   | 63    | 0,731  | -      | 7   |
| Dreiband                   | Albert Lasserre            | 2:0 | 60   | 63    | 0,952  | 0,952  | 3   |

| Disziplin                   | Name                        | MP  | Pkt. | Aufn. | GD     | BED    | HS  |
| --------------------------- | --------------------------- | --- | ---- | ----- | ------ | ------ | --- |
| Deutschland - Niederlande A | Deutschland - Niederlande A | 5:5 |      |       |        |        |     |
| Freie Partie                | Günter Siebert              | 0:2 | 1    | 2     | 0,50   | -      | 1   |
| Freie Partie                | Hans Vultink                | 2:0 | 500  | 2     | 250,00 | 250,00 | 500 |
| Cadre 47/2                  | Dieter Müller               | 0:2 | 80   | 6     | 13,33  | -      | 38  |
| Cadre 47/2                  | Henk Scholte                | 2:0 | 400  | 6     | 66,66  | 66,66  | 354 |
| Cadre 71/2                  | Siegfried Spielmann         | 2:0 | 300  | 16    | 18,75  | 18,75  | 74  |
| Cadre 71/2                  | Lambert van Nijnatten       | 0:2 | 284  | 16    | 17,75  | -      | 54  |
| Einband                     | Ernst Rudolph               | 1:1 | 200  | 48    | 4,16   | 4,16   | 19  |
| Einband                     | Henk de Kleine              | 1:1 | 200  | 48    | 4,16   | 4,16   | 38  |
| Dreiband                    | August Tiedtke              | 2:0 | 60   | 64    | 0,957  | 0,957  | 5   |
| Dreiband                    | Jan Doggen                  | 0:2 | 48   | 64    | 0,750  | -      | 5   |

## Einzel-Ranglisten
| Platz | Name                 | MP  | Pkte. | Aufn. | GD     | BED    | HS  |
| ----- | -------------------- | --- | ----- | ----- | ------ | ------ | --- |
| 1     | Hans Vultink         | 9:1 | 2500  | 17    | 147,05 | 250,00 | 500 |
| 2     | John van den Branden | 7:3 | 2147  | 20    | 107,35 | 250,00 | 494 |
| 3     | Günter Siebert       | 6:4 | 1532  | 23    | 66,69  | 100,00 | 402 |
| 4     | Marcel van Dijk      | 4:6 | 1736  | 19    | 91,36  | 250,00 | 500 |
| 5     | Janus Jacobs         | 2:8 | 1251  | 28    | 44,67  | 100,00 | 435 |
| 6     | J.P. Lachambre       | 2:8 | 843   | 27    | 31,22  | 55,55  | 363 |

| Platz | Name               | MP   | Pkte. | Aufn. | GD    | BED    | HS  |
| ----- | ------------------ | ---- | ----- | ----- | ----- | ------ | --- |
| 1     | Léo Corin          | 10:0 | 2000  | 42    | 47,61 | 100,00 | 287 |
| 2     | Jos Vervest        | 6:4  | 1444  | 25    | 57,76 | 100,00 | 207 |
| 3     | Henk Scholte       | 6:4  | 1743  | 35    | 49,80 | 200,00 | 400 |
| 4     | Philippe Beekman   | 4:6  | 1307  | 45    | 49,04 | 50,00  | 132 |
| 5     | Dieter Müller      | 4:6  | 1009  | 42    | 24,02 | 57,14  | 228 |
| 6     | Jean-Pierre Poupon | 0:10 | 610   | 41    | 14,87 | -      | 69  |

| Platz | Name                | MP  | Pkte. | Aufn. | GD   | BED   | HS |
| ----- | ------------------- | --- | ----- | ----- | ---- | ----- | -- |
| 1     | Jean Marty          | 8:2 | 935   | 102   | 9,16 | 15,38 | 80 |
| 2     | Henk de Kleine      | 7:3 | 991   | 154   | 6,43 | 11,11 | 52 |
| 3     | Ludo Dielis         | 6:4 | 817   | 106   | 7,70 | 11,11 | 73 |
| 4     | Bert Teegelaar      | 4:6 | 664   | 134   | 4,95 | 6,45  | 27 |
| 5     | Ferdinand van Barel | 4:6 | 791   | 174   | 4,54 | 4,87  | 33 |
| 6     | Ernst Rudolph       | 1:9 | 618   | 176   | 3,51 | 4,16  | 28 |

| Platz | Name             | MP  | Pkte. | Aufn. | GD    | BED   | HS |
| ----- | ---------------- | --- | ----- | ----- | ----- | ----- | -- |
| 1     | Albert Lasserre  | 8:2 | 299   | 321   | 0,931 | 1,176 | 7  |
| 2     | Jan Doggen       | 6:4 | 274   | 309   | 0,886 | 1,463 | 10 |
| 3     | René Clasens     | 6:4 | 256   | 323   | 0,792 | 1,340 | 5  |
| 4     | Henny de Ruijter | 4:6 | 255   | 280   | 0,910 | 0,967 | 8  |
| 5     | August Tiedtke   | 4:6 | 287   | 326   | 0,880 | 0,967 | 6  |
| 6     | Jos Jansen       | 2:8 | 277   | 333   | 0,831 | 1,052 | 7  |

| Platz | Name                          | MP  | Pkte. | Aufn. | GD    | BED    | HS  |
| ----- | ----------------------------- | --- | ----- | ----- | ----- | ------ | --- |
| 1     | Tony Schrauwen                | 8:2 | 1383  | 46    | 30,06 | 100,00 | 235 |
| 2     | Siegfried Spielmann           | 6:4 | 1242  | 60    | 20,70 | 30,00  | 86  |
| 3     | Lambert van Nijnatten (3 Sp.) | 4:2 | 884   | 43    | 20,55 | 60,00  | 250 |
| 4     | Lambert van Leur              | 4:6 | 1123  | 64    | 17,54 | 23,07  | 91  |
| 5     | B. Fanchamps                  | 4:6 | 1146  | 73    | 15,69 | 25,00  | 80  |
| 6     | Tini Wijnen (2 Sp.)           | 2:2 | 493   | 22    | 22,40 | 33,33  | 143 |
| 7     | Jean Galmiche                 | 2:8 | 111   | 74    | 15,01 | 16,66  | 99  |